# جورج کلکلی
جورج کلکلی (انگلیسی: George Chalkley; ۲۹ مهٔ ۱۸۸۳ – ۷ ژانویهٔ ۱۹۶۳) بازیکن فوتبال اهل بریتانیا بود.
از باشگاه‌هایی که در آن بازی کرده‌است می‌توان به باشگاه فوتبال وستهام یونایتد، باشگاه فوتبال ساوتند یونایتد، و باشگاه فوتبال هاستینگز یونایتد اشاره کرد.